# La puerta de no retorno
La puerta de no retorno és una pel·lícula documental espanyol del 2011 escrit i dirigit per Santiago Zannou, amb música composta pel seu germà Wolfrank Zannou.

## Sinopsi
Santiago Zannou acompanya el seu pare Alphonse a Benín, el seu país d'origen, 40 anys després de la seva partida, per a enfrontar-li a les seves pors i les seves mentides. En aquest viatge de redempció, Alphonse buscarà la reconciliació amb la seva única germana viva, Veronique, però també el perdó dels seus avantpassats, amb l'esperança de tancar per fi les ferides del passat.

## Repartiment
- Alphonse Zannou
- Mari Luz Vadillo
- Veronique Zannou
- Santiago Zannou

## Recepció i guardons
Fou exhibida al Festival de Cinema Africà de Tarifa-Tànger. Fou nominada al millor documental a les Medalles del Cercle d'Escriptors Cinematogràfics de 2011.